# 早崎修平
早崎 修平（はやさき しゅうへい、1987年8月26日 - ）は、愛媛県出身のバドミントン選手。

## 経歴
比叡山高等学校、日本大学卒。2010年より日立情報通信エンジニアリング所属。元バドミントン日本代表。